# 패트릭 길레스피
패트릭 길레스피(Patrick Gillespie; 1617년 - 1675년 )은 스코틀랜드 출신 목회자이면 언약도이다. 올리버 크롬웰을 추종했으며, 글래스고 대학교의 총장이었다.
언약신학에 대하여 글을 남겼다.

## 저자
- A posthumous work, The Ark of the Testament opened, published in 1677, with a preface by John Owen.